# Таврос (Аттика)
Та́врос (греч. Ταύρος) — город в Греции, юго-западный пригород Афин. Расположен на высоте 15 метров над уровнем моря, на Афинской равнине, в 3 километрах к юго-западу от центра Афин, площади Омониас. Входит в общину (дим) Мосхатон-Таврос в периферийной единице Южные Афины в периферии Аттика. Население 14 972 жителя по переписи 2011 года. Площадь 2,125 квадратного километра.
Город создан в 1897 году как Сфайя (Σφαγεία), в 1912 году (ΦΕΚ 262Α) переименован в Неа-Сфайя (Νέα Σφαγεία), в 1936 году (ΦΕΚ 85Β) переименован в Таврос. В 1934 году (ΦΕΚ 22Α) создано сообщество Неа-Сфайя, в 1943 году (ΦΕΚ 22Α) — община Таврос.
После Малоазийской катастрофы в области Неа-Сфайя поселились беженцы из Малой Азии. Название Таврос происходит от Тавр, горной цепи, тянущейся параллельно южному побережью Малой Азии до Армении.
Город обслуживает станция Афинского метрополитена «Таврос — Элефтериос Венизелос». Город пересекает железная дорога Пирей — Салоники, в городе находятся станции пригородной железной дороги «Таврос» и «Руф».
Город пересекает улица Пиреос (национальная дорога 56).
На севере город граничит с афинским районом Руф, на северо-востоке — с афинским районом Петралона, на юго-западе — с Калитеей, на юге — с Мосхатоном, на юго-западе — с Айос-Иоанис-Рендисом, на северо-западе — с Эгалео.

## Население
| Год  | Население, человек |
| ---- | ------------------ |
| 1928 | 6207               |
| 1940 | 12 157             |
| 1951 | 15 013             |
| 1961 | 15 363             |
| 1971 | 15 795             |
| 1981 | 16 514             |
| 1991 | 15 778             |
| 2001 | 15 555             |
| 2011 | ↘ 14 972           |